# 玛利亚堡

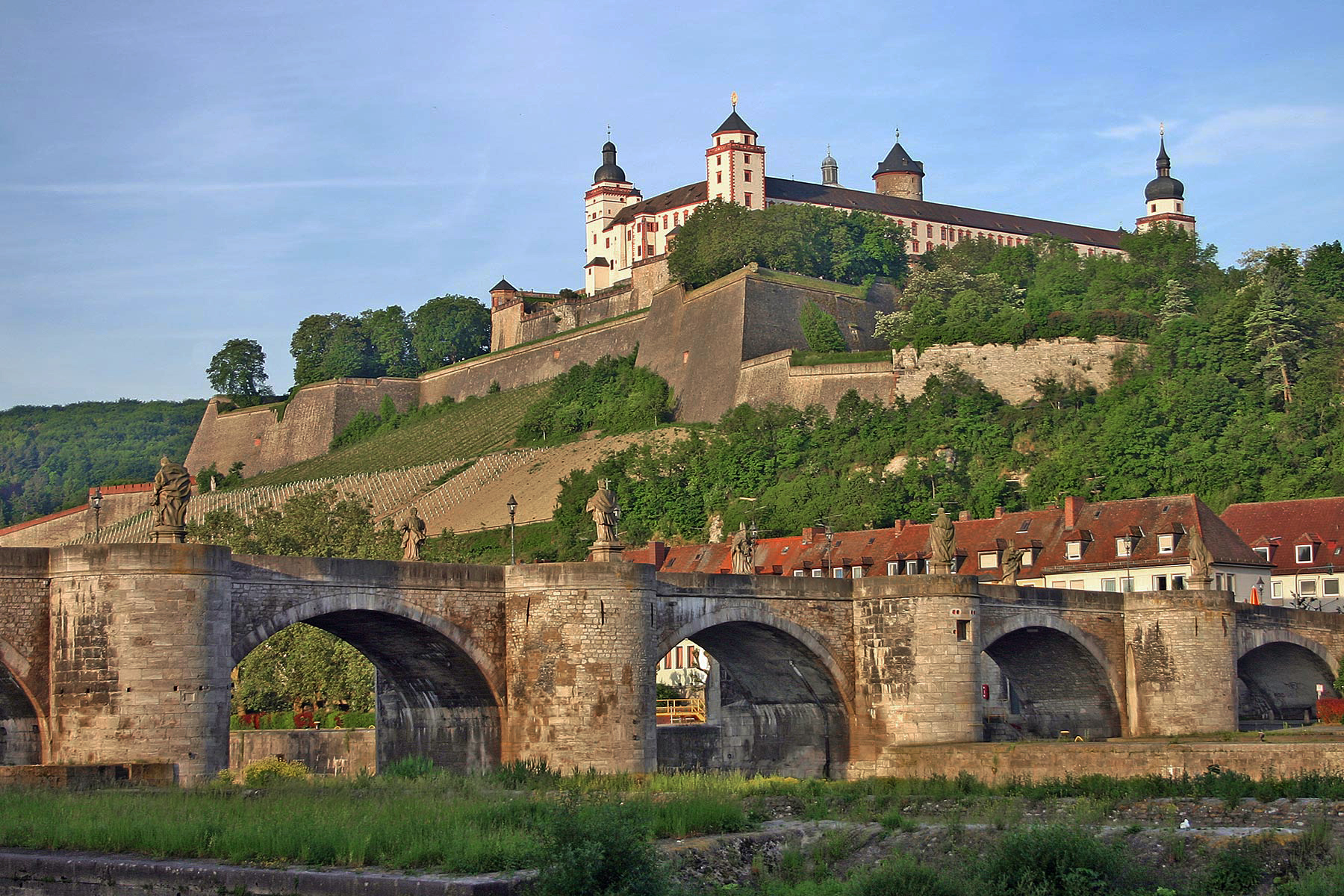
玛利亚堡和老桥

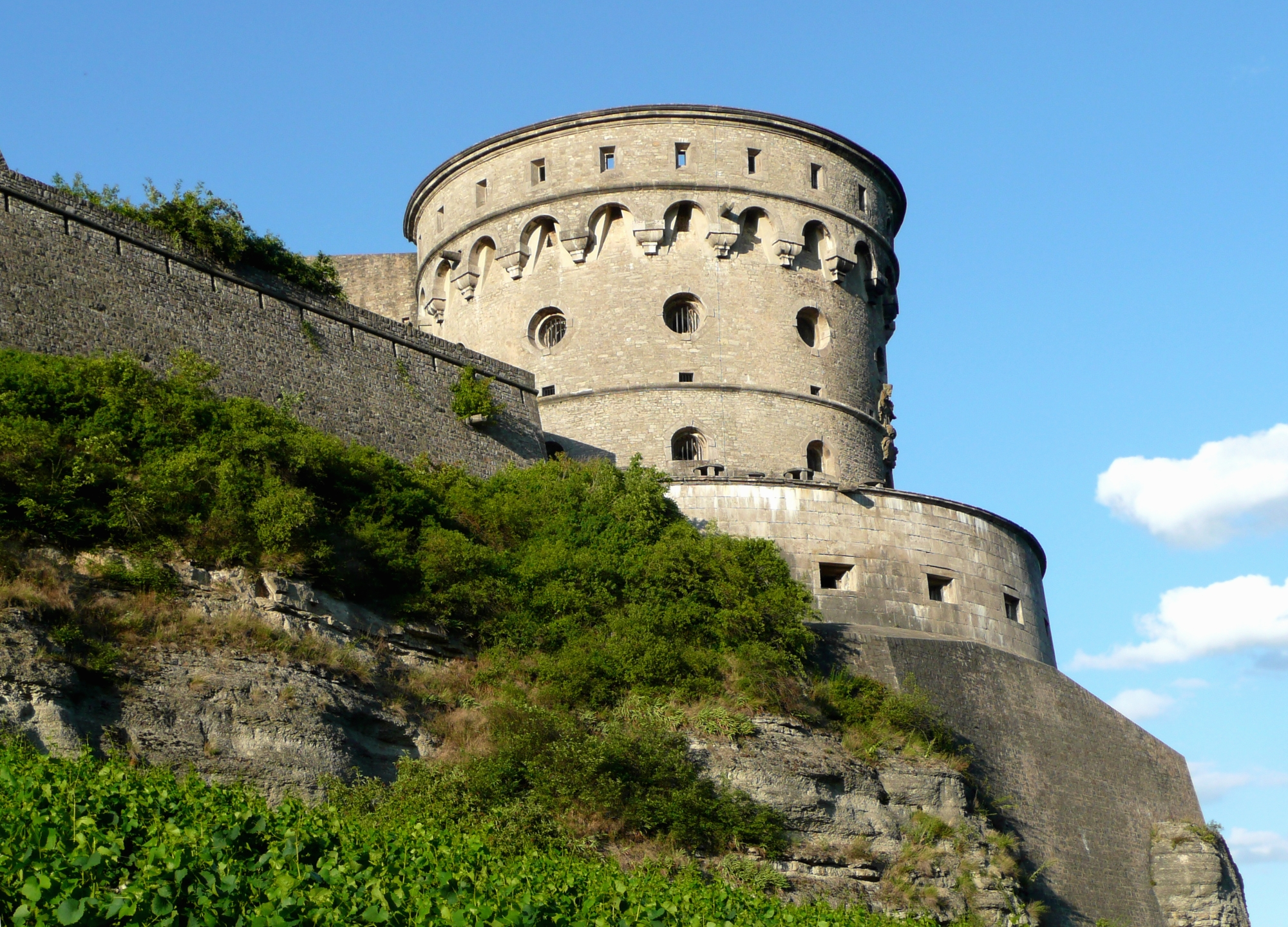
玛利亚堡的塔楼，由约翰·巴塔萨·纽曼建于1724年到1729年。

玛利亚堡（Festung Marienberg）是德国维尔茨堡美因河畔的一座城堡，它是维尔茨堡的象征，作为采邑主教的家近5个世纪。自古以来这里就是一个要塞。在1631年瑞典古斯塔夫二世·阿道夫征服该地区后，城堡被重新改建为巴洛克式堡垒。如今，它是一个公园和博物馆。

## 历史
公元704年，在前凯尔特人建筑上建造了圣母教堂，13世纪，周围被第一个防御设施包围。1482年，主城堡的四周建起了中世纪的环墙。
1525年5月，德国农民战争期间，当时要塞是维尔茨堡主教的辖地，15000名农民军包围了要塞，但是不能攻破修建在陡峭斜坡上的同心墙。当他们的领导人弗洛里安·格耶六月初前往罗滕堡购买重炮企图用于攻破城堡时，缺少领袖的农民军在城堡外被施瓦本联盟专业军队围攻。在随后的战斗中，8000多名农民被屠殺，之前逃走的主教Konrad II von Thunge得以回到他的城堡。
大约1600年，朱利叶·埃希特（Julius Echter）将其重建成一个文艺复兴时期的宫殿堡垒。30年战争期间， 1631年瑞典古斯塔夫二世·阿道夫，堡垒于1657年改建为一个更强大的巴洛克式堡垒，一个王子公园布局形成。
堡垒在拿破仑战争和1945年第二次世界大战期间均被攻佔。二战时，美国军队迅速攻破美因河城堡所在的一侧，不设防的城堡亦沦陷。